# UK Rampage 1989
UK Rampage conosciuto anche come WWF on Sky One è stata la prima dell'evento in pay-per-view UK Rampage, prodotto dalla World Wrestling Federation. L'evento si è svolto il 10 ottobre 1989 alla London Arena di Londra.

## Risultati
| #          | Incontri | Stipulazioni                                           | Durata      |
| ---------- | --- | ------------------------------------------------------ | ----------- |
| Dark match | Dave Finlay, Mark Rocco e Skull Murphy hanno sconfitto Al Perez, Dale Wolfe e Tim Horner                                | Six-man tag team match                                 | Sconosciuto |
| 1          | Koko B. Ware ha sconfitto Boris Zhukov                                                                                  | Single match                                           | 10:59       |
| 2          | Dino Bravo (con Jimmy Hart) ha sconfitto Bret Hart                                                                      | Single match                                           | 16:09       |
| 3          | Jim Duggan ha sconfitto The Honky Tonk Man                                                                              | Single match                                           | 09:06       |
| 4          | The Rockers (Shawn Michaels e Marty Jannetty) hanno sconfitto The Fabulous Rougeaus (Jacques Rougeau e Raymond Rougeau) | Tag team match (con Jimmy Hart)                        | 24:16       |
| 5          | The Brooklyn Brawler ha sconfitto Paul Roma                                                                             | Single match                                           | 06:13       |
| 6          | Hulk Hogan (c) (con Miss Elizabeth) ha sconfitto Randy Savage (con Queen Sherri)                                        | Single match per il WWF World Heavyweight Championship | 14:04       |